# Малый Богдан
Вилла Малый Богдан (также Дача Малый Богдан) — особняк в западной части посёлка Симеиз в Крыму, расположенный по адресу ул. Советская, 39, постройки начала XX века в стиле средиземноморской архитектуры, возведённый в 1910—1912 году по проекту главного зодчего Нового Симеиза, военного инженера генерал-майора Я. П. Семёнова для депутата второй Государственной думы Н. Н. Богданова. Памятник градостроительства и архитектуры регионального значения. В последние десятилетия — один из корпусов детского противотуберкулёзного санатория «Юность».

## Дача Малый Богдан
В 1909 году Николай Николаевич Богданов купил у владельца Нового Симеиза И. С. Мальцова дачный участок № 15 площадью 500 квадратных саженей (примерно 22,7 сотки) и к 1910 году, всего за один год, на нём была построена дача «Малый Богдан». Двухэтажное квадратное в плане здание на высоком цоколе, увенчанное в центре двумя башенками, выстроено из грубо обработанного серого мраморовидного известняка. Деревянные балконы с тонкими колоннами, стены между которыми покрыты килевидными арочками с деревянной решёткой, украшали дачу с востока и запада. Наружное убранство дополняли небольшие карнизы башен и балконов. В доме было 12 комнат, 6 из которых сдавалось в наём. Семья Богданова жила на даче до 1919 года, затем выехала в Новороссийск к Деникину. Летом 1919 года с поручением генерала А. И. Деникина Н. Н. Богданов был направлен к адмиралу А. В. Колчаку в Сибирь. После этого последовало отступление до Владивостока, отъезд с семьёй за границу, путь вокруг Азии в Константинополь, из которого перебирается на Балканы. Позже Богданов уже один возвращается в Крым, откуда вскоре пришлось эвакуироваться осенью 1920 года.

## После революции
16 декабря 1920 года приказом председателя Революционного комитета Крыма были изъяты «из частного владения как разных ведомств, так и частных лиц все имения Южного берега Крыма в районе от Судака до Севастополя включительно» и передавались в ведение специально созданного Управления Южсовхоза. В 1920-е годы особняк передали в организованный из соседствующих дач санаторий «Селям», который позже переименовали в санаторий имени Ленина. После войны бывшую дачу передали детскому противотуберкулёзному санаторию «Юность» Минздрава Украины. В апреле 2021 года в министерство культуры Республики Крым поступило заявление, предлагающее включить в единый государственный реестр объектов культурного наследия «садово-парковую зону с группой исторических вилл, входивших до недавнего времени в санаторий „Юность“ как единый усадебно-парковый ансамбль исторической улицы Николаевской», в том числе и виллу Малый Богдан. С декабря 2014 года — ГБУ "Санаторий «Юность» РФ, на 2023 год намечена капитальная реставрация всего комплекса зданий.